# Битва при Бринье
Битва при Бринье (Brignais), произошедшая 6 апреля 1362 года — столкновение французского феодального ополчения Бургундии, Шалона и Лиона под командованием Жана де Мелена, графа Танкарвиля с отрядами наёмников — «Большой компанией» — под общим командованием Сегена де Бадефоля (Seguin de Badefol), Перрена Буа (Perrin Boias), Перрена Савойского (Perrin de Savoie). Закончилась поражением французов.

## Описание битвы
Отряды наёмников в ходе Столетней войны стали реальной силой в военное время и проблемой во время перемирий. Не подчиняясь никому, кроме своих командиров (против которых они тоже могли взбунтоваться), они участвовали в войне на стороне того, кто им платил, а в мирное время, когда в их услугах не было нужды, наёмники, не умея иным путём добывать себе пропитание, грабили всё подряд, терроризируя мирное население. Большие их отряды представляли собой серьёзную угрозу даже для небольших городов или замков. В 1362 году король Франции Иоанн II пожаловал Жану де Милану, графу Танервилю, должность королевского констебля Южной Франции с тем, чтобы он изгнал наёмников, грабящих этот регион. Граф собрал ополчение в ближайших городах (по свидетельству Жана Фруассара, из 200 копий) и двинулся навстречу наёмникам.
Банды наёмников захватили и разграбили город Бринье, где их 6 апреля 1362 года застал отряд графа. Несмотря на превосходящее их число наёмников, французы попытались штурмовать город; наёмники отбили штурм и совершили контратаку, в ходе которой отряд графа был окружён после удара во фланг (возможно — подошедшим подкреплением) и разбит, сам граф и его сын были смертельно ранены, а его кавалерия частично уничтожена, частично разбежалась. Фруассар основной причиной поражения называет то, что наёмники были опытнее, чем французское феодальное ополчение, и в бою атаковали плотными строями, тогда как кавалерийские «копья» атаковали рассредоточенно и не имели возможности противостоять профессиональной пехоте.
Возможно, что в битве участвовал отряд наёмников под командованием Джона Хоквуда.